# Brachymeria edna
Brachymeria edna är en stekelart som först beskrevs av Girault 1927.  Brachymeria edna ingår i släktet Brachymeria och familjen bredlårsteklar. Inga underarter finns listade.